# Вольны, Якуб
Якуб Вольны (пол. Jakub Wolny; род. 15 мая 1995, Бельско-Бяла) — польский прыгун с трамплина, победитель Чемпионата мира среди юниоров 2014 в личном и командном первенстве.

## Биография
Дебютировал в кубке мира 2013/14 19 января в Закопане, Польша, заняв тогда 45-е место. Первые очки в кубке мира получил 10 января 2016 года на этапе в Виллингене, став 30-м.
Первую победу в кубке мира одержал 17 ноября 2018 года в Висле в командных соревнованиях.